# Skrytý půvab byrokracie
Skrytý půvab byrokracie je česká alternativní kapela navazující na tradici undergroundu a experimentální hudby. V roce 1999 ji založili saxofonista a kytarista Roman Plischke, baskytarista Josef Jindrák a deklamátor a perkusista Jakub Žid.
V současnosti kapela vystupuje ve složení Josef Jindrák, Roman Plischke, klávesista Jan Faix a kytarista a zpěvák Ivo Štefan. Styl skupiny se postupně vyvíjel od kombinace industriálních perkusí a samplovaných elektronických smyček přes rock po psychedelické techno.

## Diskografie
Kapela doposud vydala 11 alb.
- CD Nic se nestalo (Black Point Music, 2002)
- CD Acta philosophica et physica, volumen II/2005 (vlastním nákladem, 2005)
- CD Předvoj armády monster (Guerilla Records, 2006)
- CD Tvář Lenina (Polí5, 2009)
- CD + LP Ouředníkovy referáty (Polí5, 2010)
- CD My pravdu nemáme (Guerilla Records, 2012)[7]
- CD Johoho! (Polí5, 2013)
- CD Zpráva o pitvě obergruppenführera SS Reinharda Heydricha provedené 4. 6. 1942 ve 12 hodin v Městské nemocnici Bulovka prof H. Hamperlem, přednostou Patologického ústavu Německé Karlovy univerzity v Praze, za spolupráce prof G. Weyricha, přednosty Ústavu soudního lékařství Německé Karlovy Univerzity v Praze (Polí5, 2014)
- CD V klubu Kaštan [8]
- CD O násilí (Polí5, 2019)[9]